# Kashani

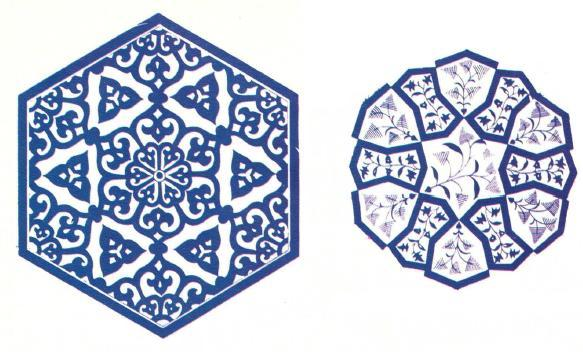
El modelo de azulejo típico Qashani consiste en motivos florales y geométricos.

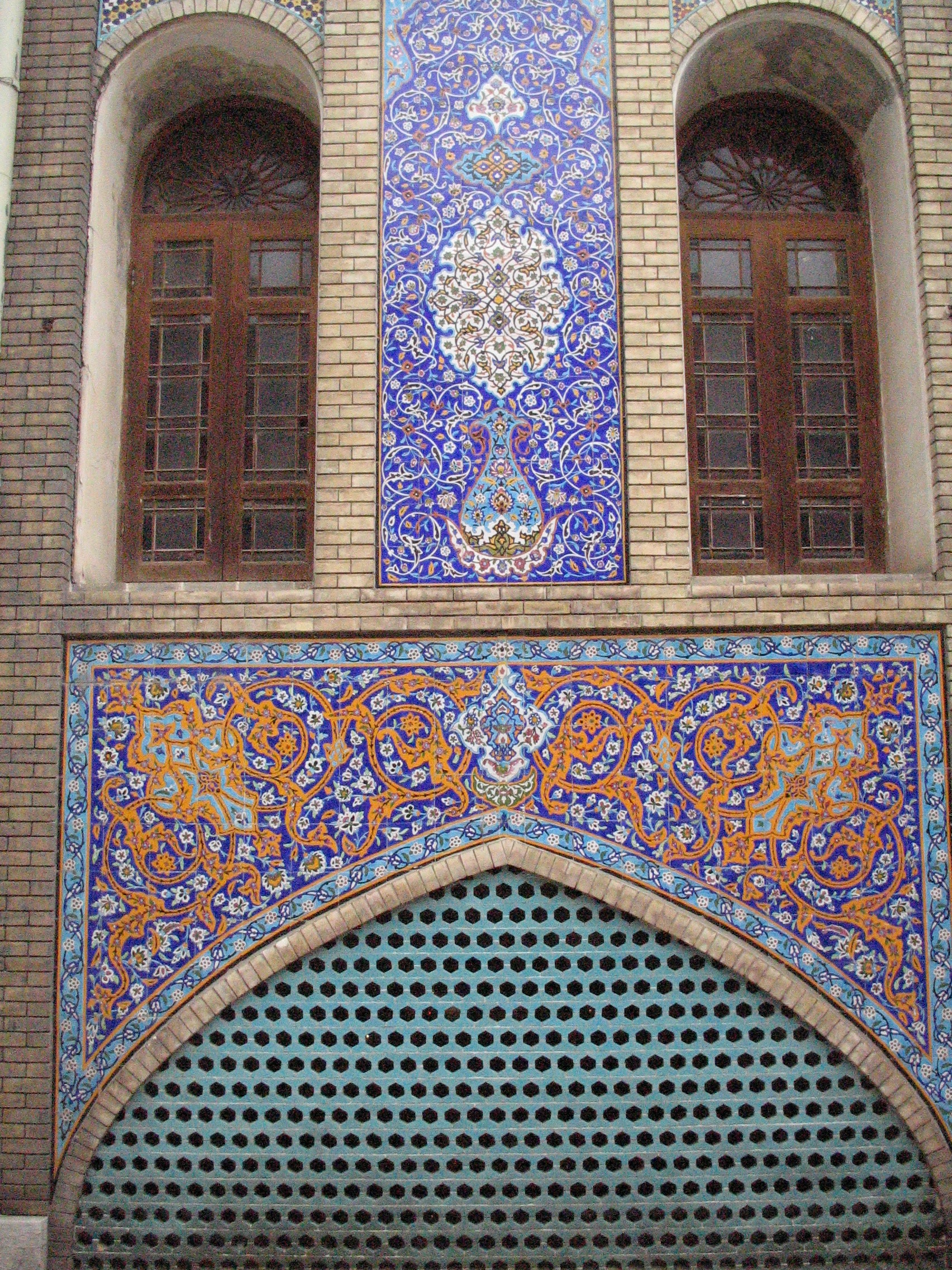
Una pared de azulejos en el lado del edificio Emarat badgir en el recinto del Palacio de Golestán, Teherán, Irán.

El Kashani o Qashani  es un arte decorativo persa que fue muy popular en Irán entre los siglos XVI y XVIII, y luego se trasladó a Turquía en la época del Imperio otomano con el traslado de muchos artistas persas a este país, convirtiéndose en la base de la decoración de las paredes de mezquitas, palacios, santuarios y tumbas. 
Se trata de un azulejo de cerámica que utiliza azulejos vidriados de 4 o 6 lados con motivos florales de tipo persa, decorados con colores azul, cian, verde y a veces rojo. La decoración está rodeada de finas líneas negras que hacen destacar sobre su fondo blanco. Los azulejos suelen estar decorados con inscripciones, motivos florales y geométricos. Las inscripciones suelen contener versos del Corán o frases relacionadas con acontecimientos históricos escritas en letra persa. Los motivos florales suelen consistir en flores naturales como lirios, claveles, rosas y cipreses. Los motivos geométricos consisten en diferentes formas geométricas y polígonos. En Marruecos, una técnica artística similar se conoce como Zellige. Su uso se extendió en la decoración de las paredes de los edificios en la época otomana, y este elemento mosaico también se puede ver en la Cúpula de la Roca de Jerusalén —en restauración el año 2019—. Kashi, la forma abreviada de Qashani, también se introdujo en Sind, Kutch y Multán, donde existen numerosos ejemplos de santuarios y mezquitas embellecidos con azulejos azules, blancos y verdes.